# 甚大望远镜

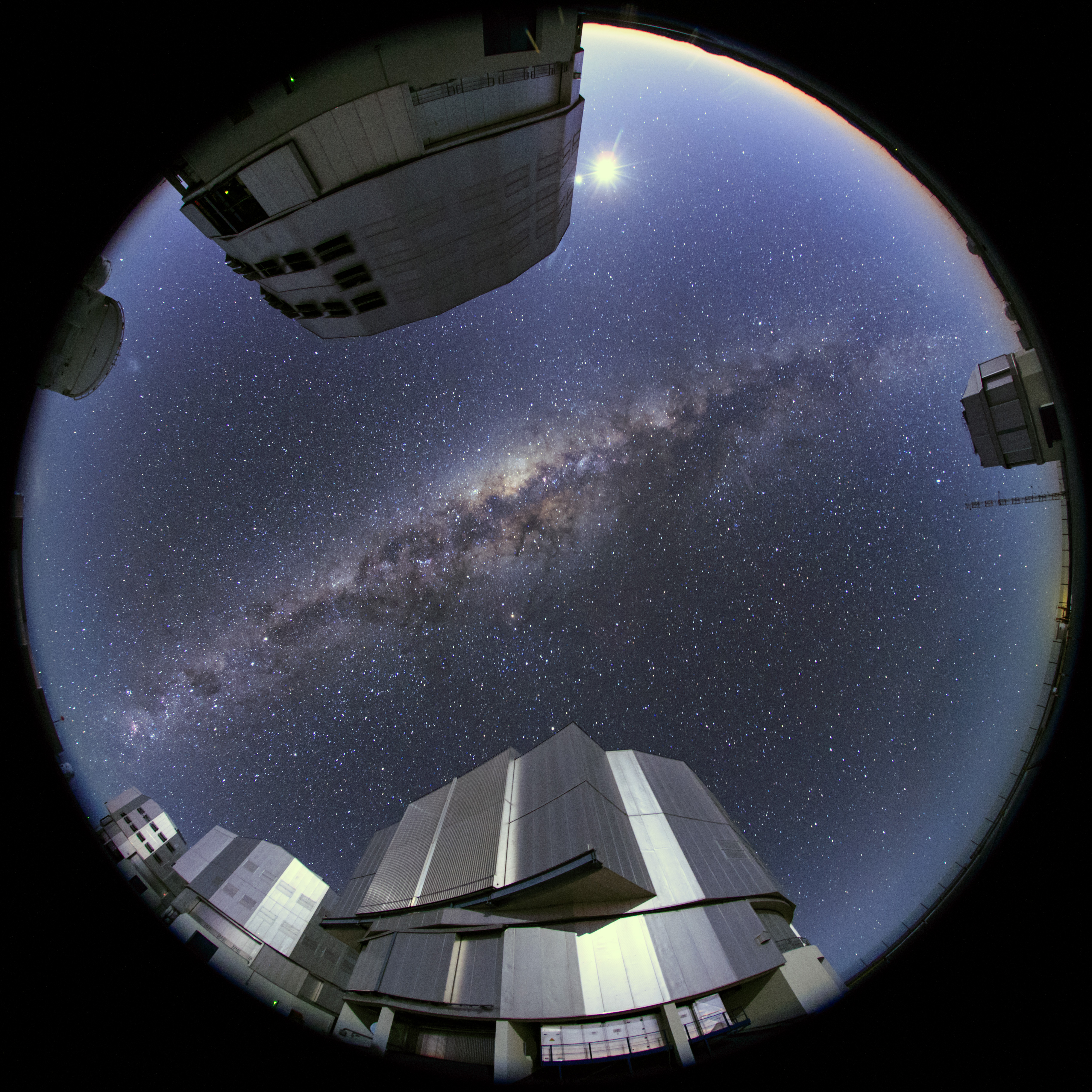
從望遠鏡組旁拍攝的銀河（採球極平面投影的球型全景影像）

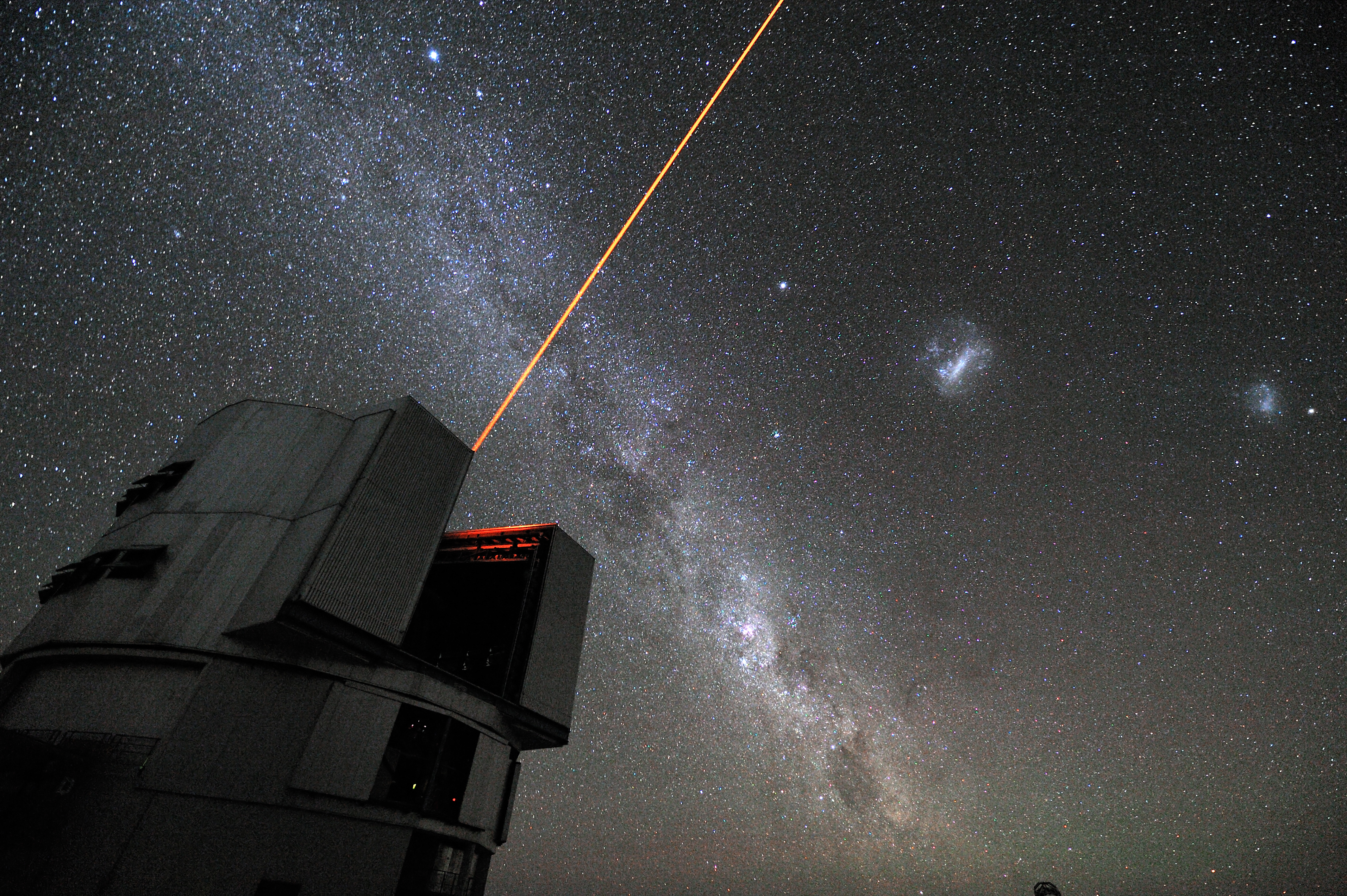
用于自适应光学激光（激发大气中的钠原子，并创建一个激光引导星）

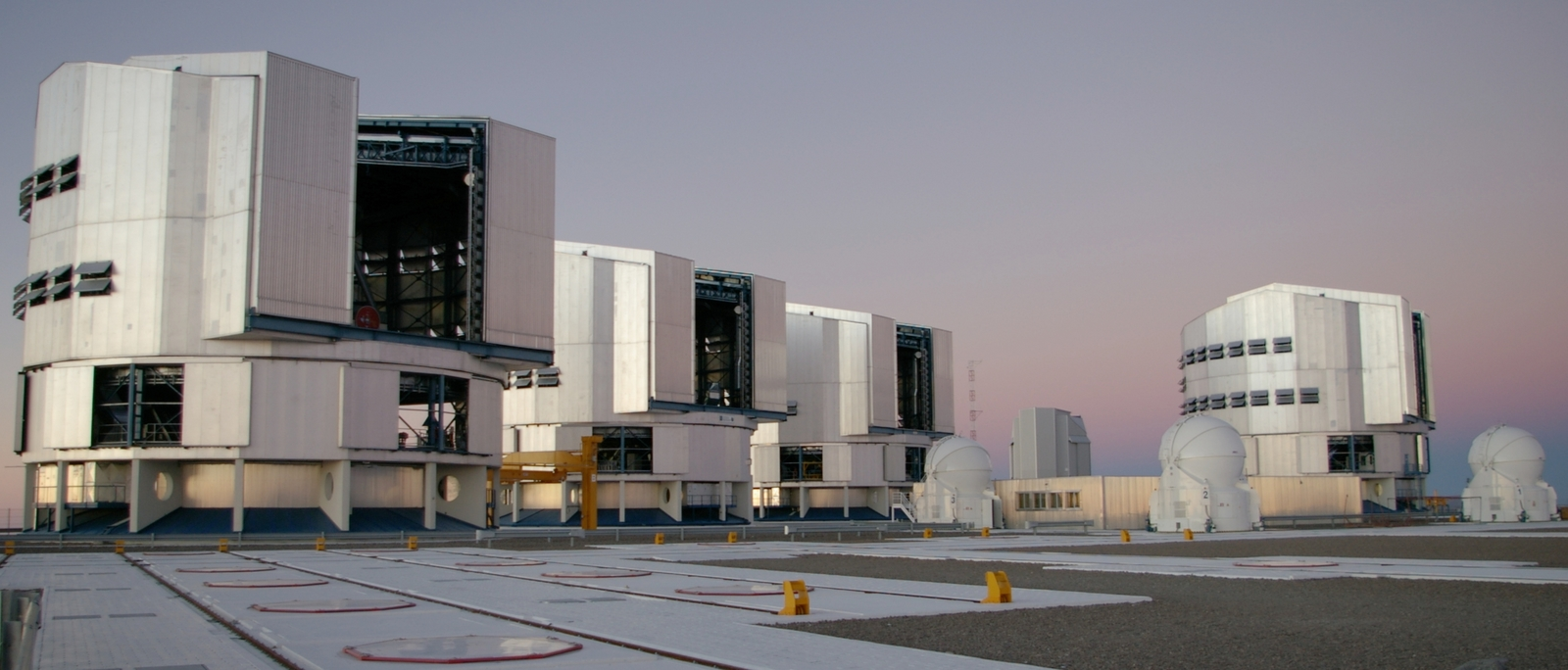
帕瑞纳山上的4台8.2米口径甚大望远镜

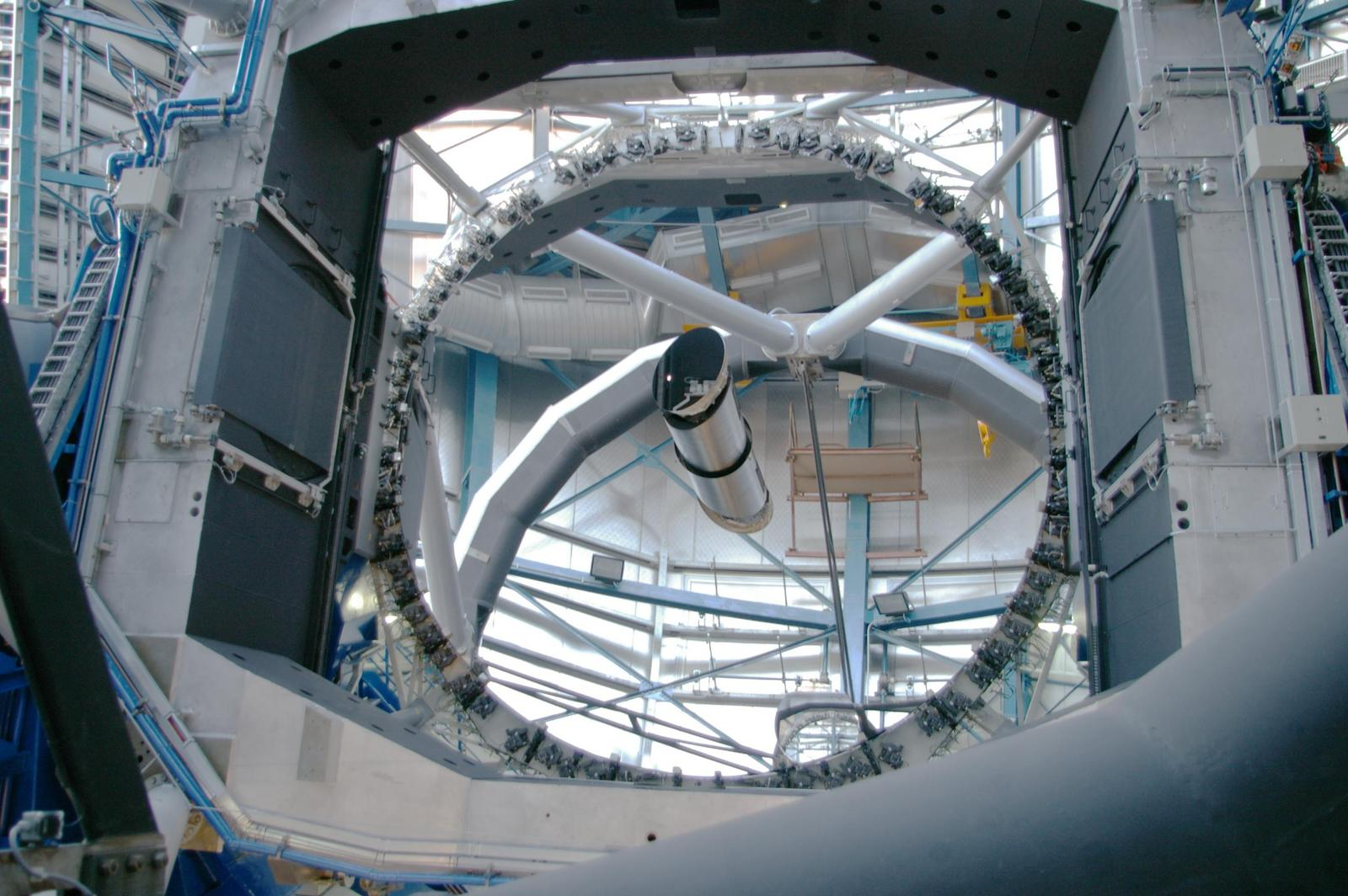
甚大望远镜的主镜

甚大望远镜和其他著名光学望远镜主镜面积比较，点选影像可看大图。

甚大望远镜（缩写为，或譯超大型望遠鏡、特大望遠鏡）為欧洲南方天文台在智利建造的大型光学望远镜，由4台相同的8.2米口径望远镜组成，组合的等效口径可达130米。4台望远镜既可以单独使用，也可以组成光学干涉仪进行高分辨率观测。甚大望远镜位于智利安托法加斯塔以南130公里的帕拉纳尔天文台，海拔高度为2,632米，这里气候干燥，一年当中晴夜数量多于340个。

## 設備
每个甚大望远镜的主镜口径均为8.2米，焦比为F2，重量为22吨，厚18厘米，采用R-C式光學系統，下方安装了有150个促动器的主动光学系统。望远镜支架采用經緯儀装置，镜筒重量为100吨，470吨重的机架漂浮在0.05毫米厚的油膜上，可以灵活地转动。四架望远镜被用当地的马普切语分别命名为、和，含义为太阳、月亮、南十字和金星，这些命名是一个智利女学生在欧洲南方天文台发起的命名竞赛中提出的。

## 歷史
甚大望远镜的研制工作始于1986年，耗资超过5亿美元。第一架望远镜太陽（Antu）在1998年建成，1999年4月正式使用，主要仪器是红外和光学波段照相机和摄谱仪。第二架望远镜月亮（Kueyen）于1999年3月建成，2000年4月正式使用，主要仪器是两架大型摄谱仪。第三架望远镜南十字（Melipal）在2000年1月建成，第四架望远镜金星（Yepun）于2000年7月建成，主镜表面研磨精度达到了8.5奈米。2005年和2006年，欧洲南方天文台在甚大望远镜近旁相继建造了4台口径1.8米的辅助望远镜，它们与4台8.2米望远镜共同组成甚大望远镜干涉仪（VLTI）。这些辅助望远镜不会显著增加干涉仪的聚光面积，但是可以增加基线数目，改善成像品质。
甚大望远镜的建设工作已于2012年2月全面完成。

## 發現
甚大望远镜(VLT)是最富有生产力的陆基天文学设施，在可见光波长运行的设施之间比较，只有哈勃太空望远镜才能产生更多科学论文。其中使用甚大望远镜观察到一个太阳系外行星的第一个直接图像，追踪到在银河系中心超大质量黑洞周围的移动的单个恒星，和观测已知的最遥远的伽玛射线暴余辉。

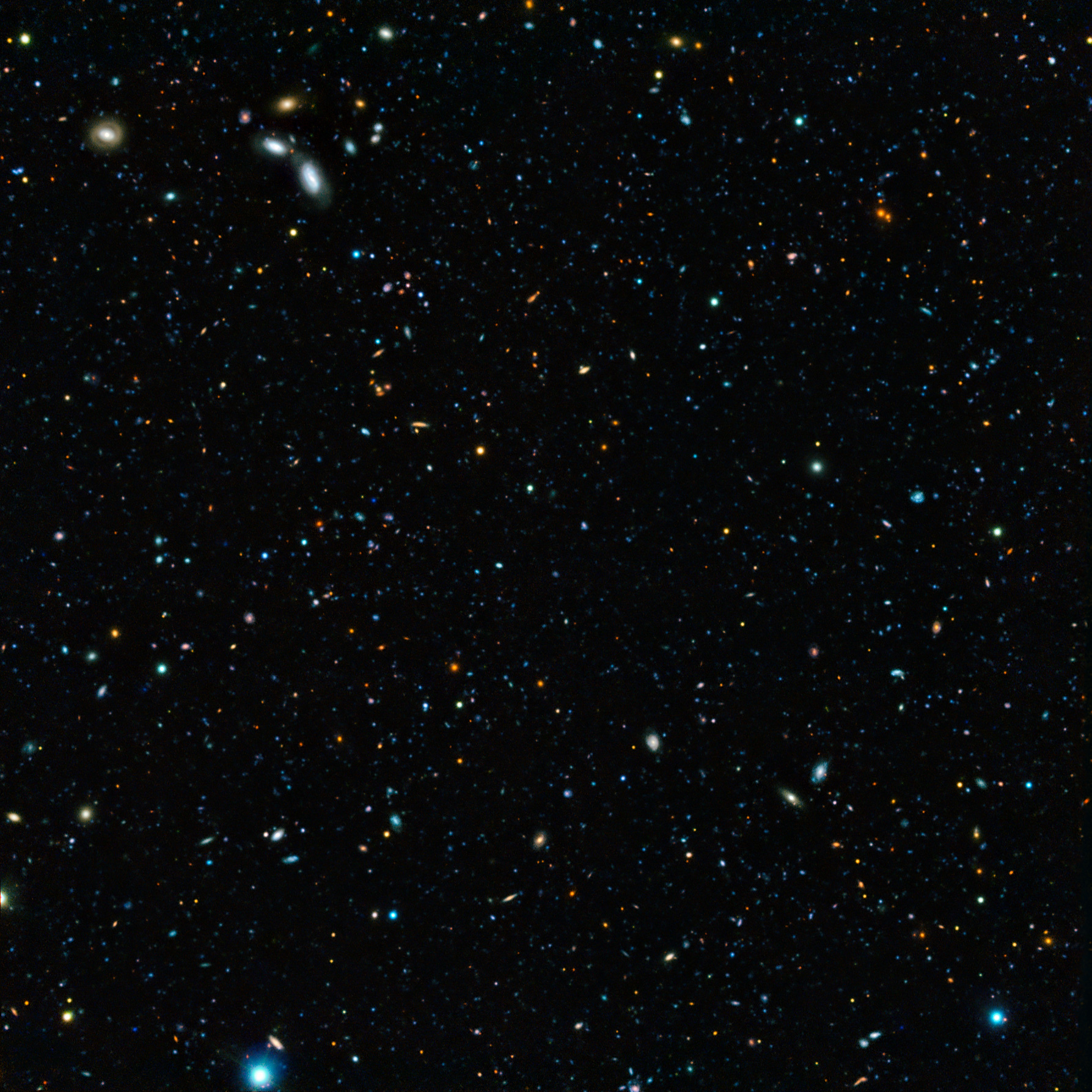
GOODS南視場的複合圖像。使用ESO的甚大望遠鏡4架8.2米中的兩架進行深度巡天結果的複合影像。

## 相关资料

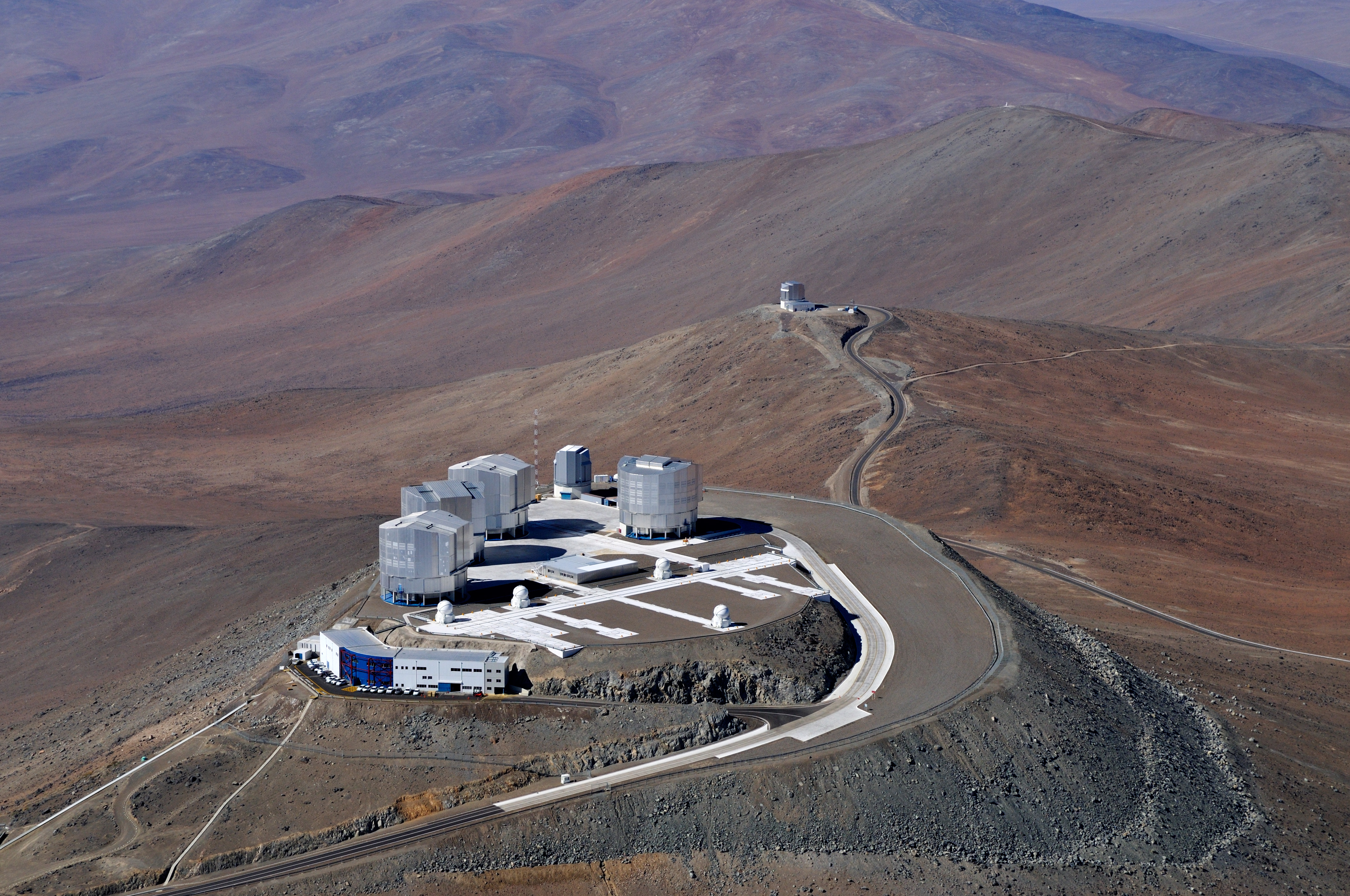
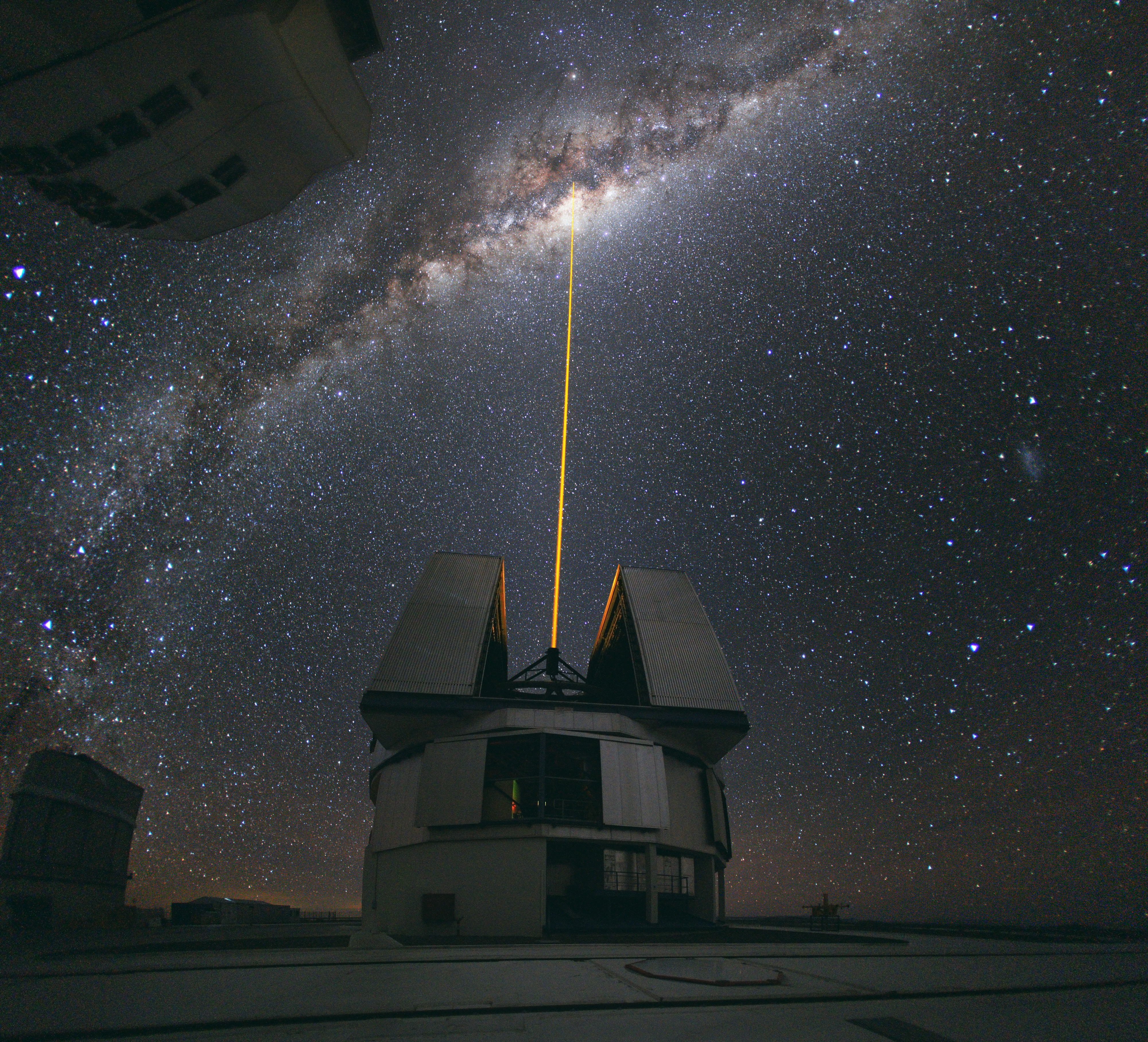
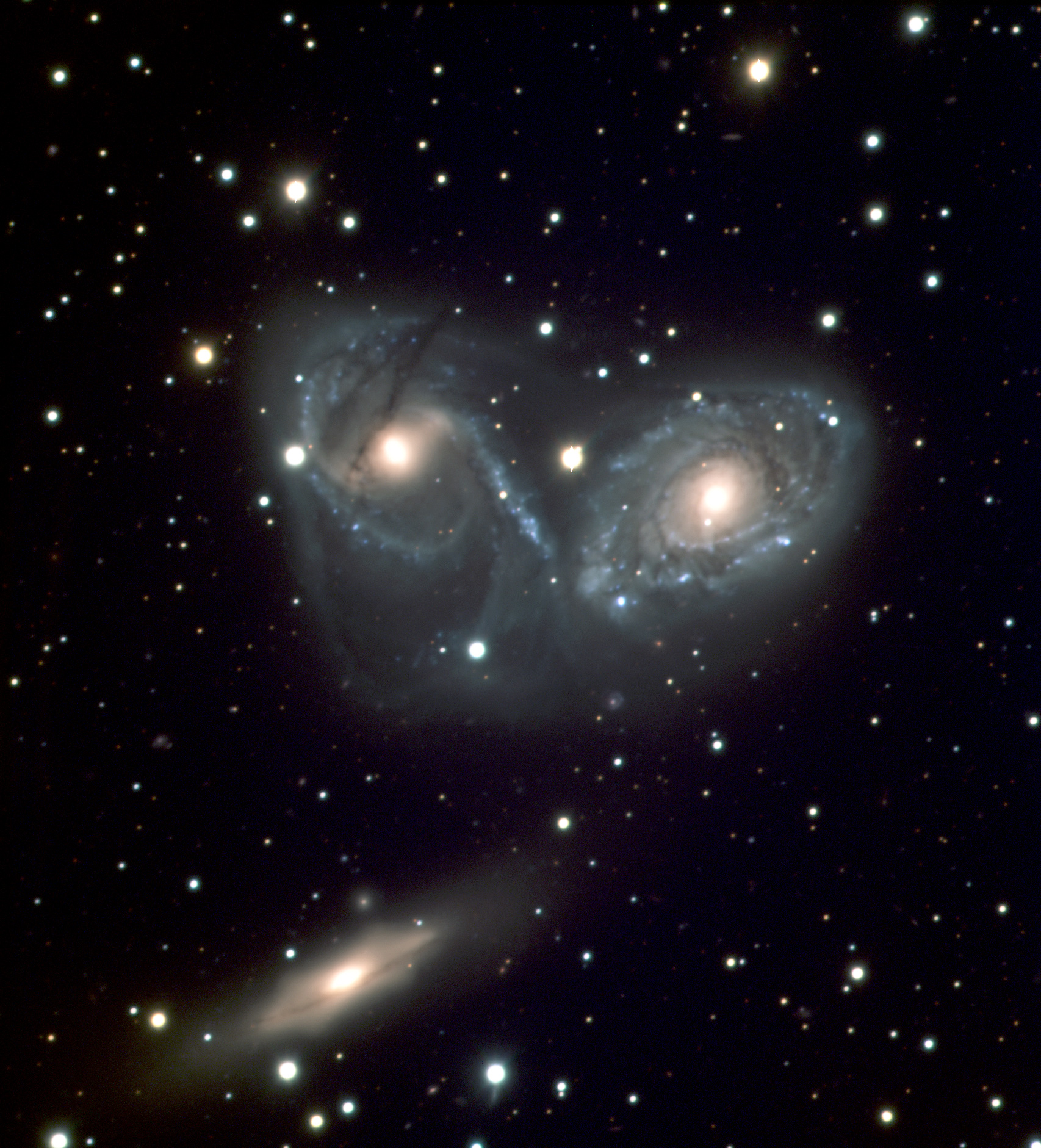
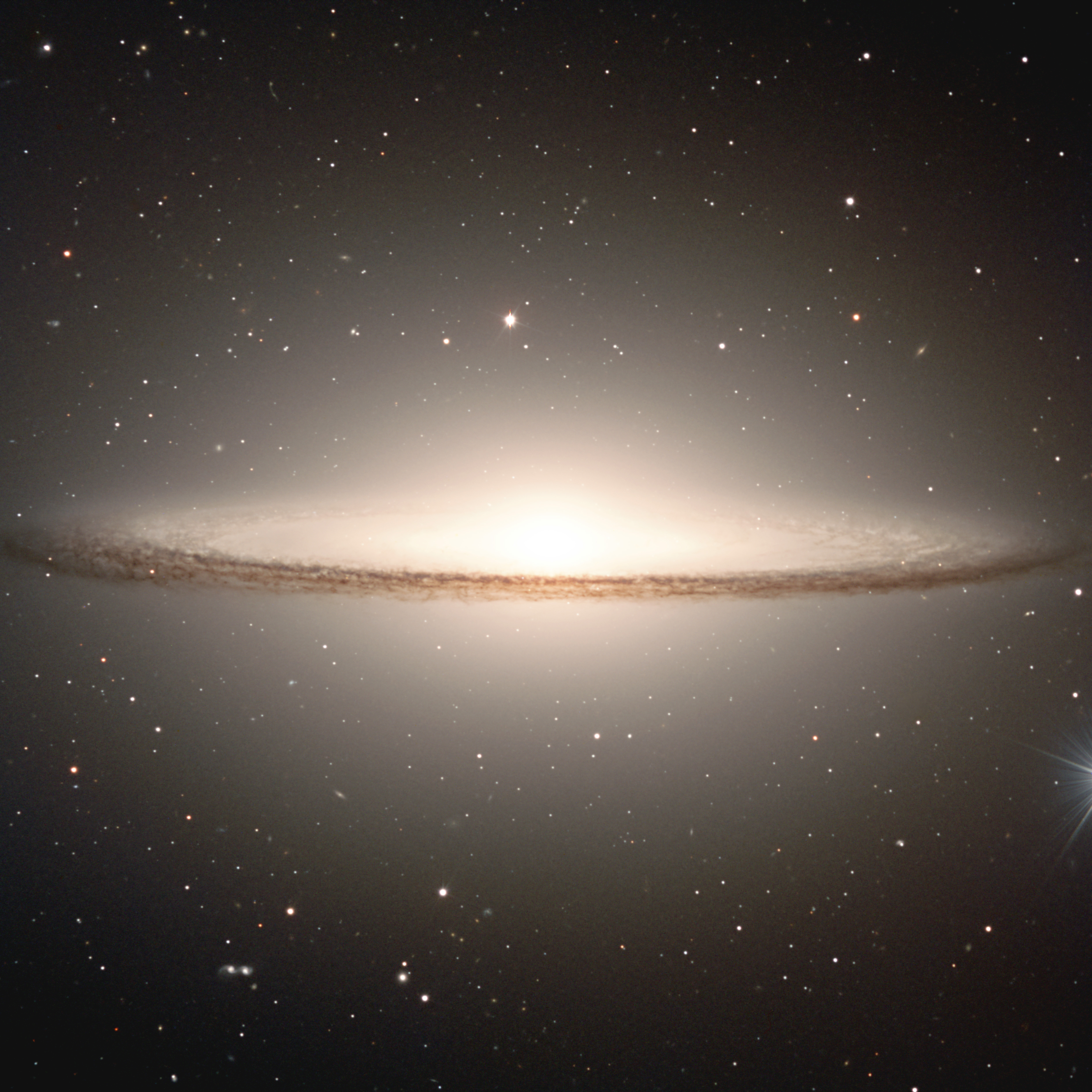
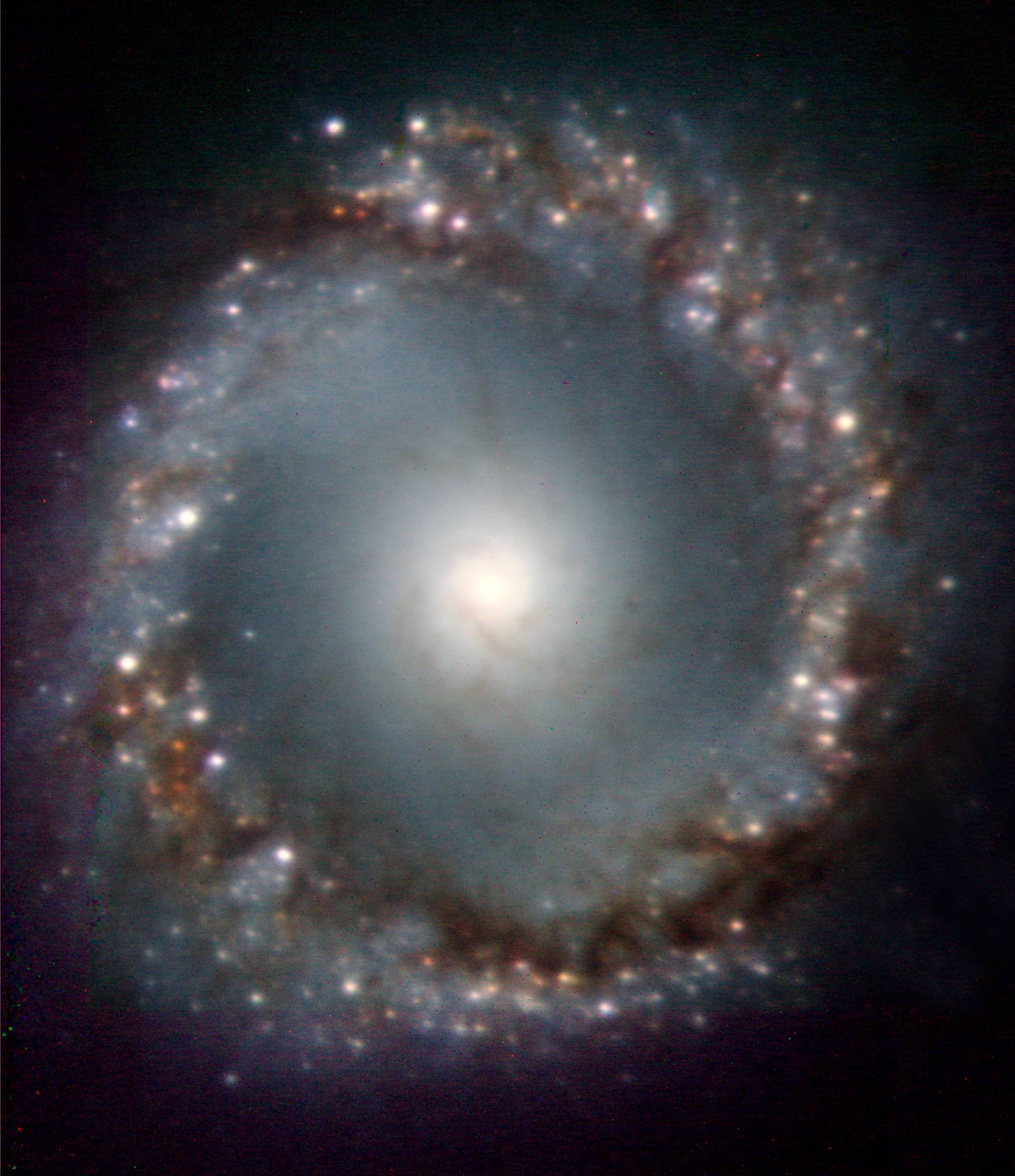
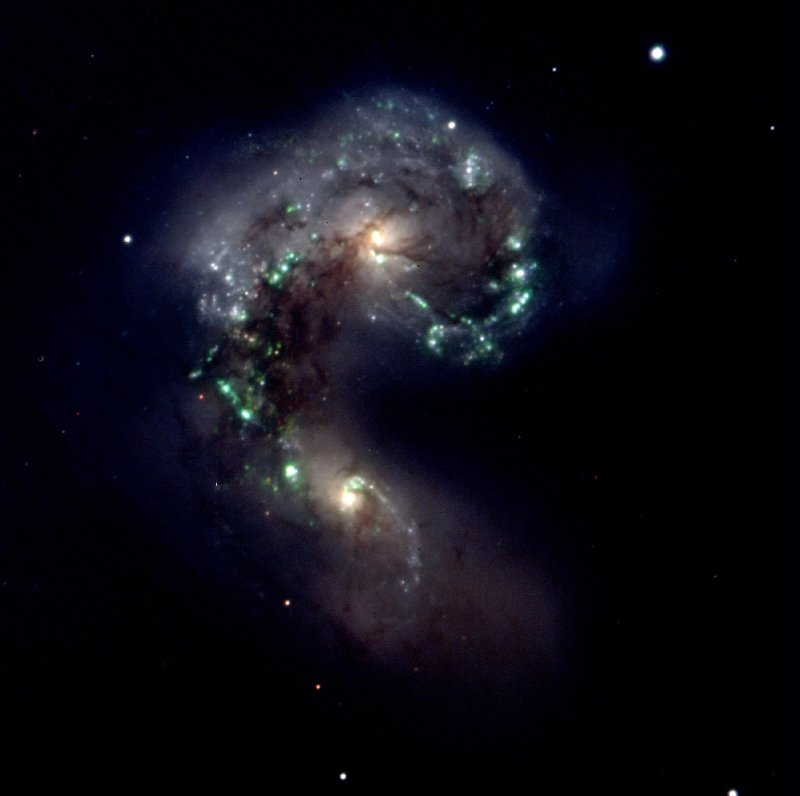
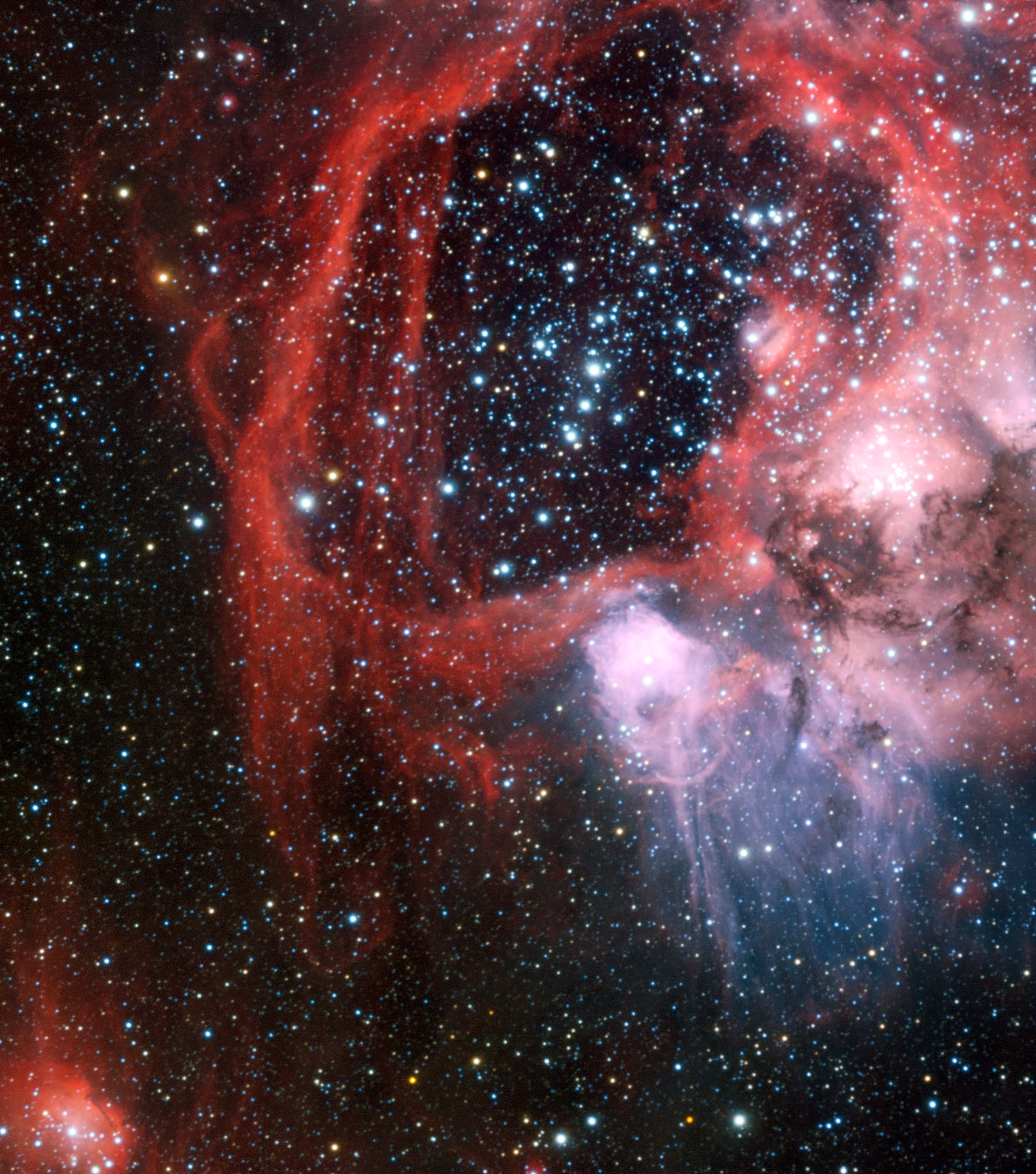
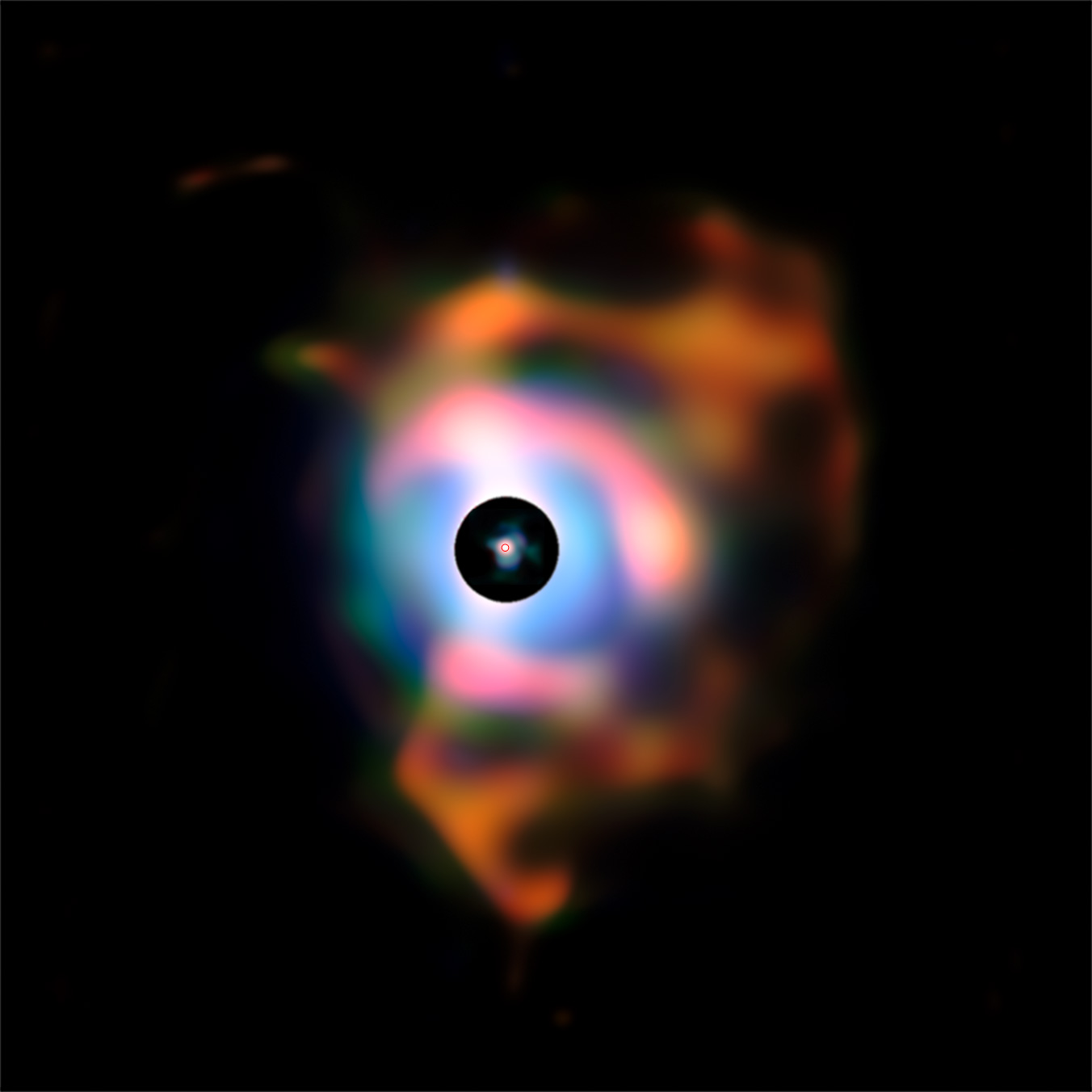
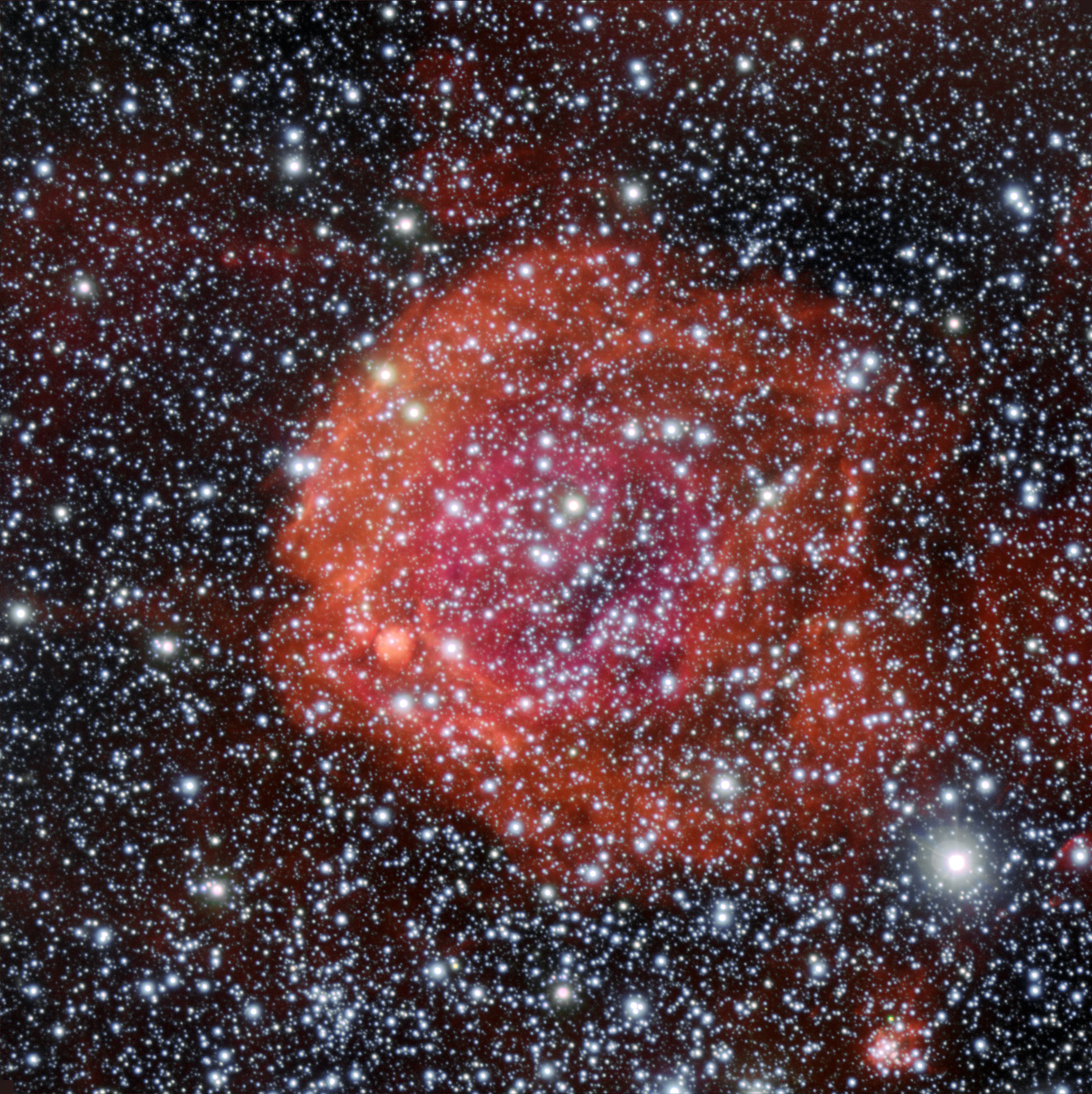
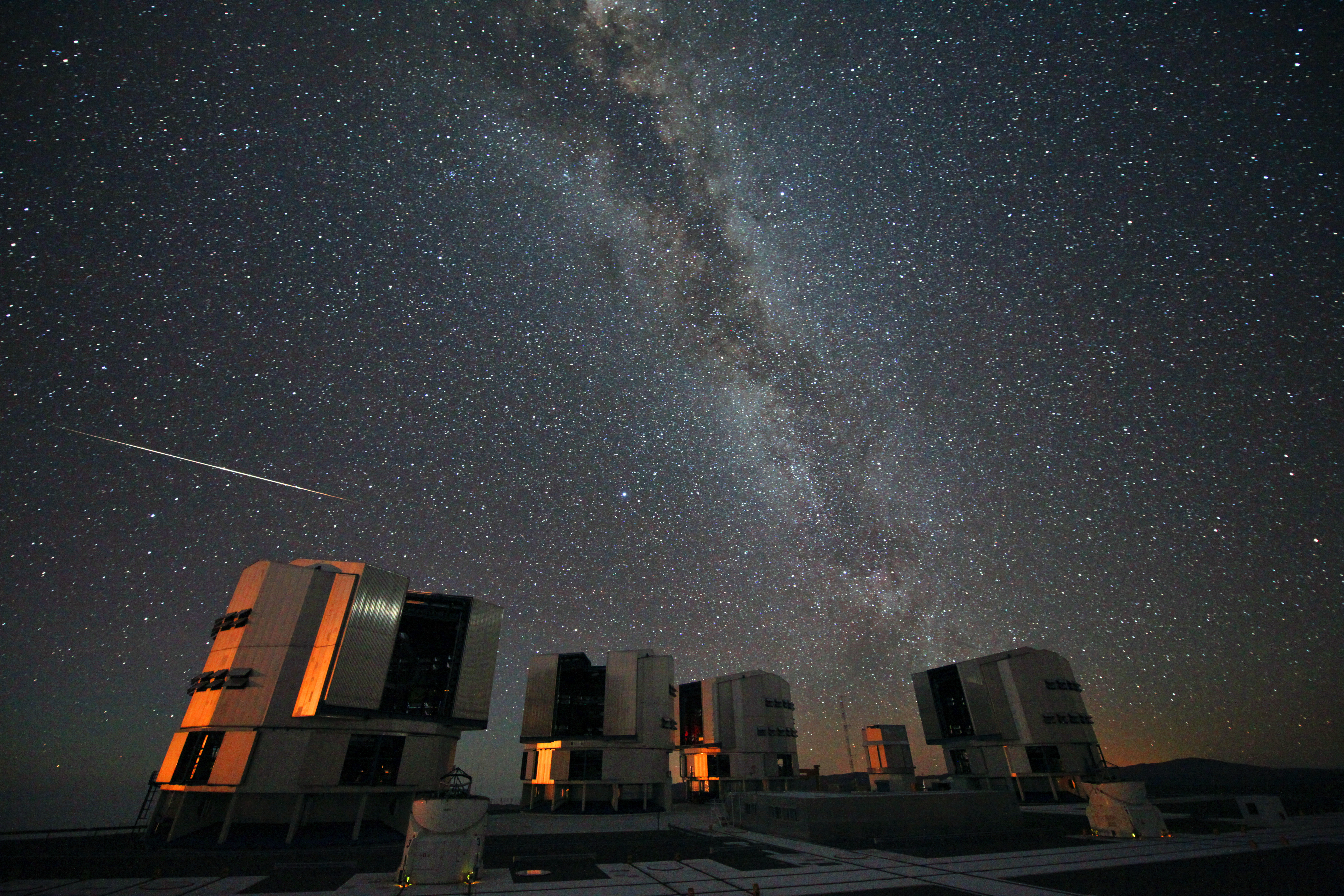
